# Rajd Wielkiej Brytanii 2009

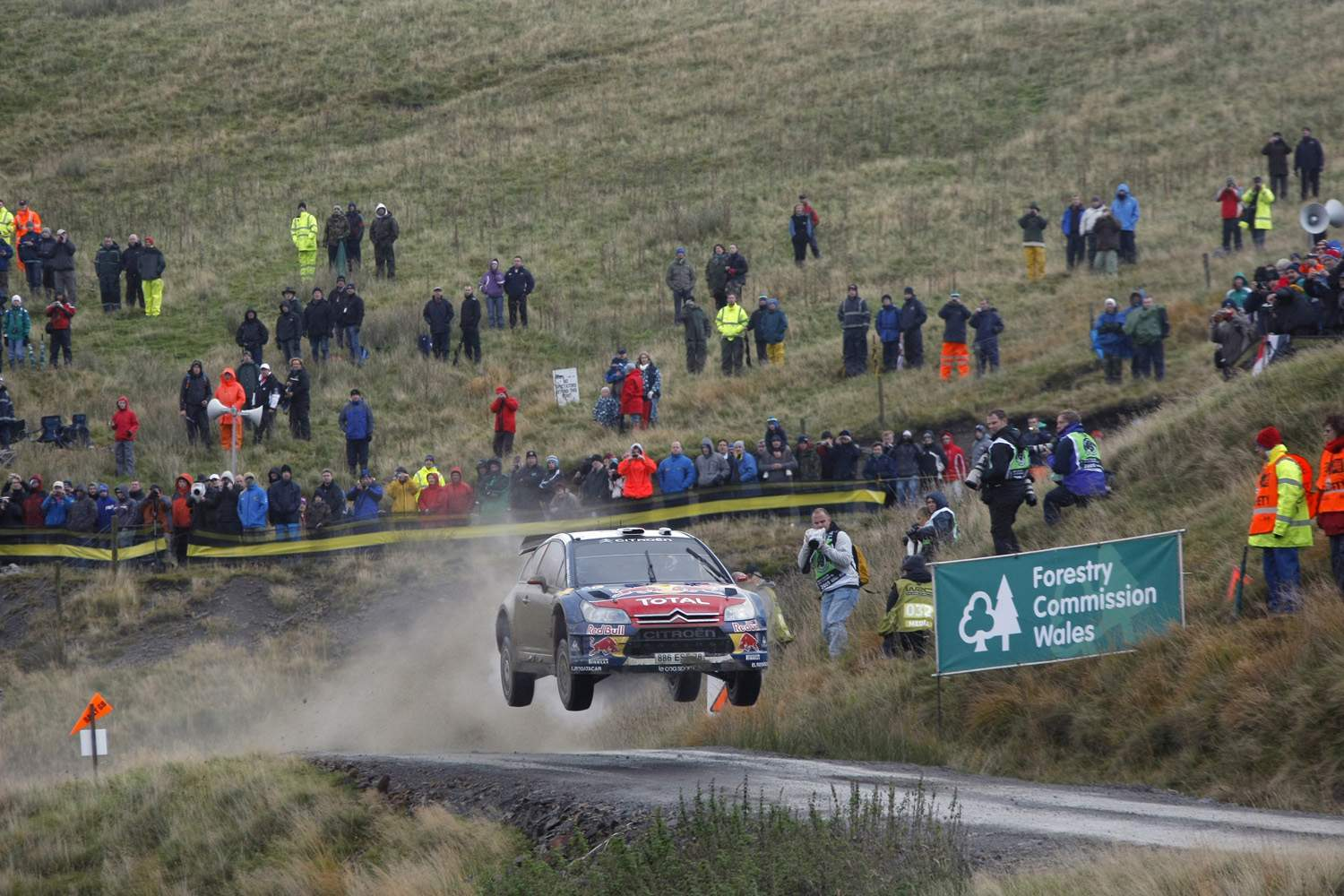
Sébastien Loeb podczas rajdu

Rezultaty Rajdu Wielkiej Brytanii (65th Rally of Great Britain), 12. rundy Rajdowych Mistrzostw Świata w 2009 roku, który odbył się w dniach 23-25 października:

## Klasyfikacja ostateczna
| Msc.     | Kierowca            | Pilot                 | Samochód                       | Czas      | Strata  | Grupa | Punkty |
| WRC      | WRC                 | WRC                   | WRC                            | WRC       | WRC     | WRC   | WRC    |
| -------- | ------------------- | --------------------- | ------------------------------ | --------- | ------- | ----- | ------ |
| 1.       | Sébastien Loeb      | Daniel Elena          | Citroën C4 WRC                 | 3:16:25.4 |         | A8 M  | 10     |
| 2.       | Mikko Hirvonen      | Jarmo Lehtinen        | Ford Focus RS WRC 09           | 3:17:31.5 | 1:06.1  | A8 M  | 8      |
| 3.       | Daniel Sordo        | Marc Marti            | Citroën C4 WRC                 | 3:17:32.5 | 1:07.1  | A8 M  | 6      |
| 4.       | Petter Solberg      | Phil Mills            | Citroën C4 WRC                 | 3:17:53.5 | 1:28.1  | A8 M  | 5      |
| 5.       | Henning Solberg     | Cato Menkerud         | Ford Focus RS WRC 08           | 3:22:53.4 | 6:28.0  | A8 M  | 4      |
| 6.       | Matthew Wilson      | Scott Martin          | Ford Focus RS WRC 08           | 3:24:11.4 | 7:46.0  | A8 M  | 3      |
| 7.       | Jari-Matti Latvala  | Miikka Anttila        | Ford Focus RS WRC 09           | 3:28:37.3 | 12:11.9 | A8 M  | 2      |
| 8.       | Conrad Rautenbach   | Daniel Barritt        | Citroën C4 WRC                 | 3:30:53.2 | 14:27.8 | A8    | 1      |
| PWRC     |                     |                       |                                |           |         |       |        |
| 1. (10.) | Martin Prokop       | Jan Tománek           | Mitsubishi Lancer Evolution IX | 3:40:57.0 |         | N4    | 10     |
| 2. (13.) | Toshihiro Arai      | Glenn MacNeall        | Subaru Impreza WRX STi         | 3:42:36.0 | 1:39.0  | N4    | 8      |
| 3. (14.) | Martin Semerád      | Bohuslav Ceplecha     | Mitsubishi Lancer Evolution X  | 3:43:40.3 | 2:43.3  | N4    | 6      |
| 4. (15.) | Bernardo Sousa      | Jorge Carvalho        | Fiat Grande Punto S2000        | 3:44:05.0 | 3:08.0  | N4    | 5      |
| 5. (17.) | Mark Tapper         | Jeff Judd             | Mitsubishi Lancer Evolution X  | 3:45:10.4 | 4:13.4  | N4    | 4      |
| 6. (20.) | Patrik Flodin       | Göran Bergsten        | Subaru Impreza WRX STi         | 3:54:15.5 | 13:18.5 | N4    | 3      |
| 7. (21.) | Patrik Sandell      | Emil Axelsson         | Škoda Fabia S2000              | 3:55:03.4 | 14:06.4 | N4    | 2      |
| 8. (25.) | Hermann Gassner Jr. | Katharina Wüstenhagen | Mitsubishi Lancer Evolution IX | 3:57:27.0 | 16:30.0 | N4    | 1      |

1. ↑  Litera M przy oznaczeniu grupy do której należy samochód oznacza, iż tylko ci kierowcy zdobywali punkty dla swoich zespołów liczonych w klasyfikacji producentów na koniec sezonu.

## Odcinki specjalne
| Dzień             | Odcinek | Godz. rozp. | Nazwa         | Długość  | Zwycięzca   | Czas    | Średnia prędkość | Lider rajdu |
| ----------------- | ------- | ----------- | ------------- | -------- | ----------- | ------- | ---------------- | ----------- |
| 1 23 października | OS1     | 09:23       | Hafren 1      | 32,14 km | S. Loeb     | 18:30.2 | 104,2 km/h       | S. Loeb     |
| 1 23 października | OS2     | 10:04       | Sweet Lamb 1  | 5,13 km  | S. Loeb     | 3:23.7  | 90,7 km/h        | S. Loeb     |
| 1 23 października | OS3     | 10:22       | Myherin 1     | 27,88 km | S. Loeb     | 15:29.3 | 108,0 km/h       | S. Loeb     |
| 1 23 października | OS4     | 13:31       | Hafren 2      | 32,14 km | M. Hirvonen | 18:49.8 | 102,4 km/h       | S. Loeb     |
| 1 23 października | OS5     | 14:12       | Sweet Lamb 2  | 5,13 km  | S. Loeb     | 3:24.1  | 90,5 km/h        | S. Loeb     |
| 1 23 października | OS6     | 14:30       | Myherin 2     | 27,88 km | M. Hirvonen | 15:39.0 | 106,9 km/h       | S. Loeb     |
| 2 24 października | OS7     | 08:35       | Rhondda 1     | 35,72 km | M. Hirvonen | 19:30.0 | 109,9 km/h       | S. Loeb     |
| 2 24 października | OS8     | 10:26       | Crychan 1     | 14,99 km | S. Loeb     | 8:34.4  | 104,9 km/h       | S. Loeb     |
| 2 24 października | OS9     | 10:54       | Halfway 1     | 18,37 km | S. Loeb     | 10:19.6 | 106,7 km/h       | S. Loeb     |
| 2 24 października | OS10    | 14:58       | Rhondda 2     | 35,72 km | M. Hirvonen | 19:07.9 | 112,0 km/h       | S. Loeb     |
| 2 24 października | OS11    | 16:49       | Crychan 2     | 14,99 km | S. Loeb     | 8:44.9  | 102,8 km/h       | S. Loeb     |
| 2 24 października | OS12    | 17:17       | Halfway 2     | 18,37 km | S. Loeb     | 10:38.0 | 103,7 km/h       | S. Loeb     |
| 3 25 października | OS13    | 08:28       | Port Talbot 1 | 17,41 km | M. Hirvonen | 9:00.2  | 116,0 km/h       | S. Loeb     |
| 3 25 października | OS14    | 09:27       | Rheola 1      | 22,51 km | M. Hirvonen | 12:34.3 | 107,4 km/h       | S. Loeb     |
| 3 25 października | OS15    | 10:56       | Port Talbot 2 | 17,41 km | S. Loeb     | 9:11.9  | 113,6 km/h       | S. Loeb     |
| 3 25 października | OS16    | 11:55       | Rheola 2      | 22,51 km | M. Hirvonen | 12:46.0 | 105,8 km/h       | S. Loeb     |

## Klasyfikacja końcowa sezonu 2009
Tabele przedstawiają tylko pięć pierwszych miejsc.

### Kierowcy
| Lp. | Kierowca           | Pkt |
| --- | ------------------ | --- |
| 1   | Sébastien Loeb     | 93  |
| 2   | Mikko Hirvonen     | 92  |
| 3   | Daniel Sordo       | 64  |
| 4   | Jari-Matti Latvala | 41  |
| 5   | Petter Solberg     | 35  |

### Producenci
| Lp. | Producent                          | Pkt |
| --- | ---------------------------------- | --- |
| 1   | Citroën Total WRT                  | 167 |
| 2   | BP Ford Abu Dhabi World Rally Team | 140 |
| 3   | Stobart VK Ford Rally Team         | 80  |
| 4   | Citroën Junior Team                | 47  |
| 5   | Munchi's Ford WRT                  | 23  |